# Judi Evans
Judi Evans (Montebello, 12 luglio 1964) è un'attrice statunitense.
È soprattutto famosa per i suoi ruoli di Beth Raines in Sentieri, Adrienne Johnson e Bonnie Lockhart in Il tempo della nostra vita e di Paulina Cory Carlino in Destini.

## Biografia e Vita privata
Judi Evans nasce a Montebello (California) il 12 luglio 1964. Dal 1990 al 1992 è stata sposata con Robert Eth. Nel 1993 sposa Michael Luciano. Hanno un figlio Austin Michael Luciano, che è morto improvvisamente alla fine del 2019 all'età di 23 anni.
Grande amante degli animali, Evans e suo marito possiedono tre cavalli, tre galline e un pappagallo.

## Carriera
A soli 18 anni ottiene il suo primo ruolo di Beth Raines nella soap opera Sentieri. Nel 1986 entra nel cast principale della soap opera Il tempo della nostra vita nel ruolo di Adrienne Johnson rimanendo nel cast fino al 1991. Ritorna nella soap nel 2003 nel ruolo di Bonnie Lockhart che interpreta fino al 2007 riprendendolo poi dal 2017 fino ad ora. Riprende il ruolo di Adrienne Johnson dal 2007 al 2008 e nuovamente dal 2010 al 2020. Nel 1991 entra nel cast principale della soap opera Destini nel ruolo di Paulina Cory Carlino. Nel 2009 interpreta Maeve Stone nella soap opera Così gira il mondo.

## Filmografia parziale

### Cinema
- Party Animal (The Party Animal), regia di David Beaird (1984)
- Amore letale (Intensive Care), regia di Rod Roberts (2018)
- John Wynn's Mirror Mirror, regia di Reuben Johnson e Lenny Vitulli (2019)
- Love Is on the Air, regia di Arvin N. Berner (2021)
- The Devil in My Heart, regia di Romane Simon (2021)

### Televisione
- Sentieri (The Guiding Light) - 105 episodi (1983-1986)
- Il tempo della nostra vita (Days of Our Lives) - 1180 episodi (1986-1991, 2003-2008, 2010-in corso)
- Destini (Another World) - 891 episodi (1991-1999)
- Così gira il mondo (As the World Turns) - 17 episodi (2009)
- Miracolo d'amore (Healing Hands) - film TV (2010)
- Operazione cupcake (Operation Cupcake) - film TV (2012)
- The Mentalist - 3 episodi (2012-2013)
- Venice the Series - 24 episodi (2011-2014)
- The Bay - 6 episodi (2014)

## Premi
- Daytime Emmy Award
  - 1984: "Daytime Emmy Award for Outstanding Supporting Actress in a Drama Series"
- Soap Opera Digest Awards
  - 1998: "Outstanding Supporting Actress"
  - 2005: "Favorite Return"